# 존 아치볼드 휠러
존 아치볼드 휠러 (John Archibald Wheeler) (1911년 7월 9일 ~ 2008년 4월 13일)는 미국의 이론물리학자이다. 그는 제2차 세계대전 이후 미국에서 일반 상대성이론에 대한 관심을 되살리는 데 크게 기여했다. 휠러는 또한 닐스 보어와 함께 핵분열의 기본 원리를 설명했다. 휠러는 그레고리 브라이트와 함께 브라이트-휠러 프로세스의 개념을 개발했다. 그는 20세기 초에 이미 예측된 중력 붕괴가 있는 물체에 대해 "블랙홀"이라는 용어를 대중화 시켰으며, 양자 거품, 중성자 감속재, 웜홀 및 "비트로부터 그것"라는 용어를 발명했고 또한 단일 전자 우주를 가정한 것으로 가장 잘 알려져 있다. 스티븐 호킹은 그를 "블랙홀 이야기의 영웅"이라고 불렀다.
휠러는 칼 헤르츠펠트 지도하에 존스 홉킨스 대학교에서 박사 학위를 받았고 전미과학공학의학한림원 장학금으로 브라이트와 보어 밑에서 공부했다. 1939년에 그는 보어와 협력하여 핵분열 메커니즘을 설명하기 위해 액체 방울 모형을 사용하여 일련의 논문을 작성했다. 제2차 세계대전 중에 그는 시카고에 있는 맨해튼 프로젝트의 야금 연구소에서 원자로 설계를 도운 후 워싱턴 주 리치랜드에 있는 핸퍼드 사이트에서 듀폰의 건설을 도왔다. 그는 전쟁이 끝난 후 프린스턴으로 돌아갔지만 1950년대 초 수소폭탄의 설계와 제조를 돕기 위해 정부로 복귀했으며, 열핵무기의 주요 민간 지지자인 에드워드 텔러와 함께 있었다.
휠러는 경력의 대부분을 프린스턴 대학교에서 물리학 교수로 재직했으며, 1938년에 합류하여 1976년 은퇴할 때까지 남아 있었다. 그는 프린스턴에서 프린스턴 물리학과의 다른 어떤 교수보다 많은 46명의 박사 과정 학생들을 지도했다.
휠러는 1976년에 프린스턴 대학교를 떠났다. 그는 1976년 텍사스 대학교 오스틴의 이론물리학 센터장으로 임명되어 1986년 은퇴하고, 명예교수가 될 때까지 그 자리를 유지했다.

## 초년 및 교육
휠러는 1911년 7월 9일 플로리다 잭슨빌에서 사서인 조셉 루이스 휠러와 메이블 아치볼드 휠러 사이에서 태어났다. 그는 4명의 자녀 중 맏이였으며 두 명의 남동생 조셉, 로버트와 여동생 메리가 있었다. 조셉은 브라운 대학교에서 박사학위를, 그리고 컬럼비아 대학교에서 도서관학 석사를 취득했다. 로버트는 하버드 대학교에서 지질학 박사 학위를 받았고, 석유 회사와 여러 대학에서 지질학자로 일했다. 메리는 덴버 대학교에서 도서관학을 공부하여 사서가 되었다. 그들은 오하이오 주 영스타운에서 자랐지만 1921년에서 1922년까지 1년을 버몬트 주 벤슨에 있는 농장에서 보냈다. 그곳에서 휠러는 원룸 학교에 다녔다. 그들이 영스타운으로 돌아온 후에 그는 라옌 고등학교 (Rayen High School)에 다녔다.
1926년 볼티모어 시티 칼리지 (Baltimore City College) 고등학교를 졸업한 후 휠러는 메릴랜드 주에서 장학금을 받고 존스 홉킨스 대학교에 입학했다. 그는 미국 국립표준기술연구소 (National Bureau of Standards)에서 여름 연구의 일환으로 1930년에 첫 번째 과학 논문을 발표했다. 그는 1933년에 박사 학위를 받았다. 칼 헤르츠펠트의 감독하에 수행된 그의 논문 연구 작업은 "헬륨의 분산 및 흡수 이론"에 관한 것이었다. 그는 1933년과 1934년에 뉴욕 대학교에서 그레고리 브라이트 아래에서 공부한 후,, 1934년과 1935년에 코펜하겐에서 닐스 보어 밑에서 연구하기 위해서 국립 연구 위원회 (National Research Council) 장학금을 받았다. 1934년 논문에서 브라이트와 휠러는 광자가 전자-양전자 쌍의 형태로 잠재적으로 쌍생성 될 수 있는 메커니즘인 브라이트-휠러 프로세스를 소개했다.

## 초기 경력
노스캐롤라이나 대학교 채플힐은 1937년에 휠러를 부교수로 임명했지만, 그는 입자 물리학의 전문가들과 더 긴밀하게 연구할 수 있기를 원했다. 그는 1938년 존스 홉킨스 대학의 부교수직 제안을 거절하고 프린스턴 대학교의 조교수직을 선택했다. 지위는 낮았지만 물리학과를 신설하고 있는 프린스턴이 더 나은 직업 선택이라고 생각했다. 그는 1976년까지 거기서 교수진으로 남아 있었다.
1937년 논문 "공명하는 그룹 구조의 방법에 의한 가벼운 핵의 수학적 기술에 대하여 (On the Mathematical Description of Light Nuclei by the Method of Resonating Group Structure)"에서 휠러는 S-행렬 (산란 행렬의 약자) "적분 방정식의 임의의 특정 해의 점근적 거동을 표준 형식의 해의 점근적 거동과 연결하는 계수의 단일 행렬"을 도입했다. 베르너 하이젠베르크는 1940년대에 S-행렬에 대한 아이디어를 그 후에 개발했다. 당시 양자장론에 존재하는 문제적 발산으로 인해 하이젠베르크는 이론이 발전함에 따라 미래의 변화에 영향을 받지 않을 이론의 본질적인 특징을 분리하도록 동기를 부여했다. 그렇게 함으로써 그는 입자 물리학에서 중요한 도구가 된 단일 "특성" S-행렬을 도입하게 되었다.
휠러는 S-행렬을 발전시키지 않았지만, 원자핵에 대한 보어의 액체 방울 모형 (liquid drop model)을 검토하는 에드워드 텔러에 합류했다. 그들은 1938년 뉴욕에서 열린 미국 물리학회의 회의에서 결과를 발표했다. 휠러의 채플힐 대학원생인 캐서린 웨이도 특정 조건에서 액체 방울 모형이 어떻게 불안정한지 자세히 설명하는 논문을 발표했다. . 액체 방울 모형의 한계로 인해 그들은 모두 핵분열을 예측할 기회를 놓쳤다. 리제 마이트너와 오토 프리쉬의 핵분열 발견 소식은 1939년 보어에 의해 미국에 전해졌다. 보어는 레온 로젠펠트에게 말했고, 그는 휠러에게 알려 주었다.
보어와 휠러는 핵분열의 메커니즘을 설명하기 위해 액체 방울 모형을 적용하는 작업을 시작했다. 실험 물리학자들은 핵분열을 연구하면서 수수께끼 같은 결과를 발견했다. 조지 플라첵은 왜 우라늄이 매우 빠르고 매우 느린 중성자 둘이 모두 분열하는 것처럼 보이는지 보어에게 물었다. 휠러와 함께 회의하러 걸어가면서, 보어는 낮은 에너지에서 핵분열은 우라늄-235 동위원소 때문인 반면에, 높은 에너지에서는 주로 훨씬 더 풍부한 우라늄-238 동위원소 때문이라는 통찰력이 갖게 되었다. 그들은 핵분열에 관한 두 편의 논문을 더 공동 저술했다. 그들의 첫 번째 논문은 《피지컬 리뷰》에 실렸다. 당시 그 날은 독일이 폴란드를 침공하여 제2차 세계대전을 일으킨 1939년 9월 1일이었다.
그는 양전자가 시간을 거꾸로 이동하는 전자라는 개념을 고려하여 1940년에 단일 전자 우주 (one-electron universe) 가정을 제시했다. 그의 대학원생 리처드 파인만은 이것이 믿기 어렵다는 것을 발견했으나, 양전자가 시간을 거꾸로 이동하는 전자라는 생각에 흥미를 느꼈고 파인만은 시간의 가역성 개념을 그의 파인만 다이어그램에 통합했다.

## 핵무기

### 맨해튼 프로젝트
일본의 진주만 공격 직후 미국이 제2차 세계대전에 참전하자, 휠러는 시카고 대학의 맨해튼 프로젝트 야금 연구소 (Metallurgical Laboratory)에 합류해 달라는 아서 콤프턴의 요청을 수락했다. 그는 1942년 1월 그곳으로 이사하여 원자로 설계를 연구하고 있던 유진 위그너의 그룹에 합류했다.그는 플루토늄 정제 과정에서 중요한 "용액 내 순수 핵분열성 물질의 연쇄 반응"에 대해 로버트 F. 크리스티와 공동으로 논문을 작성했다. 그것은 1955년 12월까지 비밀 취급이 해제되지 않았다. 그는 엔리코 페르미가 사용한 "더 느린 진정제 (slower downer)"라는 용어를 대체하여 중성자 감속재라는 명칭을 지정했다.

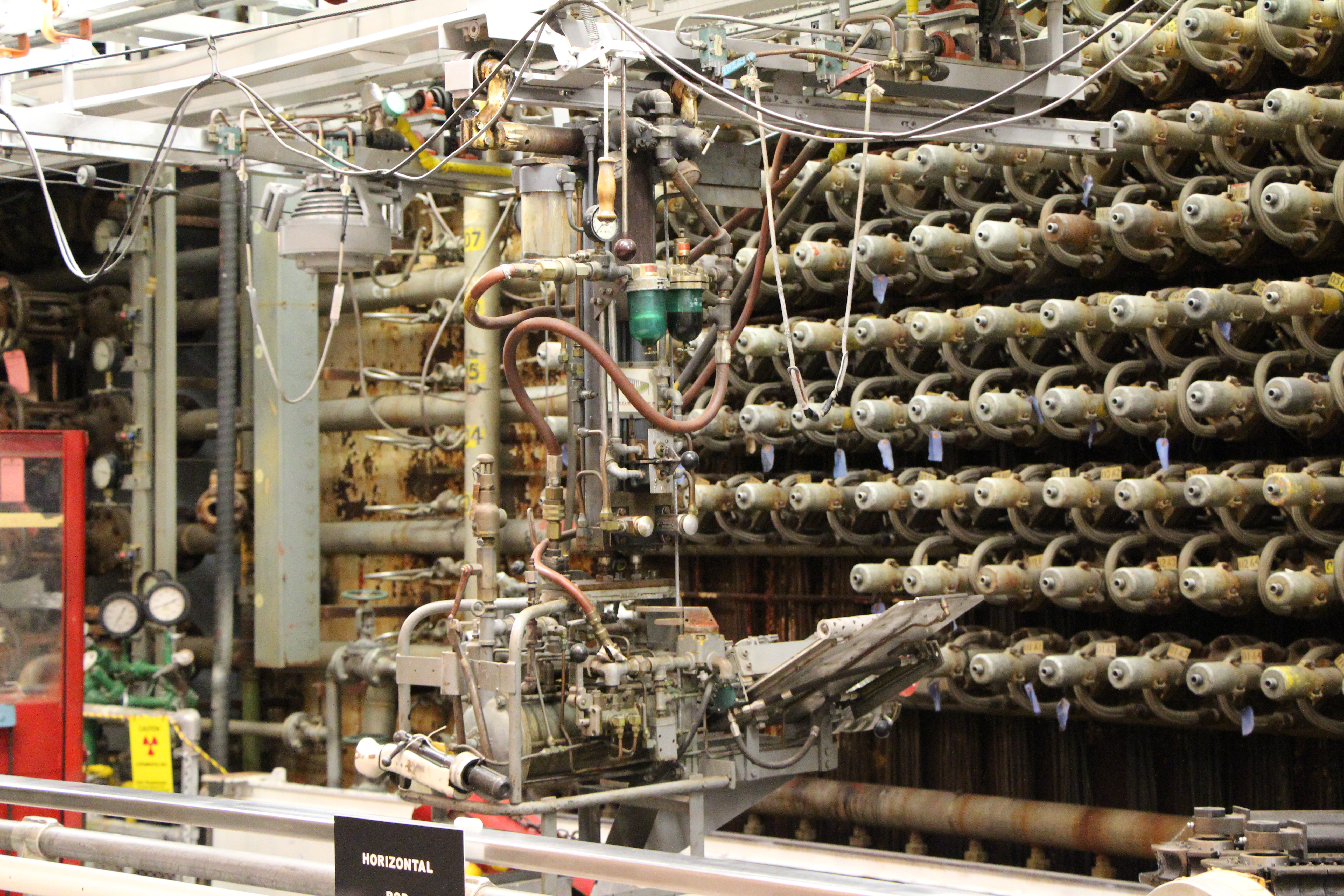
핸포드 B 원자로 튜브들의 로딩

미국 육군 공병대가 맨해튼 프로젝트를 인수한 후 원자로의 세부 설계 및 건설을 듀폰에 맡겼다. 휠러는 듀폰 디자인 스태프의 일원이 되었다. 그는 시카고와 듀폰 본사가 있는 윌밍턴 사이를 오가며 엔지니어들과 긴밀히 협력했다. 그는 1943년 3월에 가족을 윌밍턴으로 옮겼다. 듀폰의 임무는 원자로를 건설하는 것뿐만 아니라 워싱턴의 핸포드 사이트에 전체 플루토늄 생산 단지를 건설하는 것이었다. 작업이 진행됨에 따라 휠러는 1944년 7월에 가족을 다시 이주했으며 이번에는 워싱턴 주 리치랜드로 옮겨 300 지역으로 알려진 과학 건물에서 일했다.
핸포드 사이트가 1944년 9월 15일에 3개의 원자로 중 첫 번째 원자로인 B 원자로를 가동하기 전에도 휠러는 일부 핵분열 생성물이 핵독극물로 판명될 수 있으며, 그 축적은 연쇄 반응을 계속하는 데 필요한 많은 열중성자들을 흡수하여 진행 중인 핵 연쇄 반응을 방해할 수 있다고 우려했다. 1942년 4월 보고서에서 그는 핵분열 생성물이 10만 반 이상의 중성자 포획 단면 (neutron capture cross section)을 갖지 않는 한 이것이 반응성을 1% 미만으로 감소시킬 것이라고 예측했다. 원자로가 예기치 않게 정지되고 약 15시간 후에 예기치 않게 다시 시작된 후 그는 반감기가 6.6시간인 요오드-135와 반감기가 9.2시간인 그 딸 생성물인 제논-135를 의심했다. 제논-135는 2백 반을 훨씬 넘는 중성자 포획 단면을 가지고 있는 것으로 밝혀졌다. 이 문제는 그 독을 태우기 위해 연료봉을 추가함으로써 해결되었다.
휠러는 맨해튼 프로젝트에서 일한 개인적인 이유가 있었다. 이탈리아에서 싸우고 있었던 그의 남동생 조는 그에게 "서둘러."라는 간단한 메시지가 담긴 엽서를 보냈다. 이미 너무 늦었다: 조는 1944년 10월에 사망했다. 휠러는 나중에 쓰기를, "우리는 전쟁을 끝내기 위해 핵무기를 만드는 데 매우 가까웠다. 나는 그래서 전쟁이 1944년 10월에 끝날 수 있었을 것라는 생각을 멈출 수 없었고, 그 후에도 그 생각은 멈추지 않았다." 조는 미망인과 어린 딸 메리 조를 남겼고, 메리 조는 나중에 물리학자 제임스 하틀과 결혼했다.

### 수소폭탄
1945년 8월 휠러와 그의 가족은 프린스턴으로 돌아와 교육 경력을 재개했다. 파인만과 함께 연구하면서 장이 아닌 입자로 물리학의 가능성을 탐구하고 제이미 티옴노와 함께 뮤온에 대한 이론적 연구를 수행하여 1949년 논문에서 티옴노와 휠러는 서로 다른 형태의 방사성 붕괴와 관련된 "티옴노 삼각형 (Tiomno Triangle)"을 소개를 포함하는, 주제에 대한 일련의 논문을 발표했다. 그는 또한 뮤온을 핵 탐사선으로 사용할 것을 제안했다. 이 논문은 1949년에 작성되어 사적으로 유통되었지만 1953년까지 출판되지 않았기 때문에, 뮤온이 방출하는 창 복사(Chang radiation)에 대한 일련의 측정 결과가 나왔다. 뮤온은 우주선의 구성 요소이며, 또한 휠러는 1948년 해군연구청으로부터 미화 37만 5천 달러의 상당한 보조금을 받은 프린스턴의 우주선 연구소(Cosmic Rays Laboratory)의 설립자이자 초대 소장이 되었다. 그는 1946년에 구겐하임 펠로십을 받았고 1949-50 학년도를 파리에서 보낼 수 있었다.

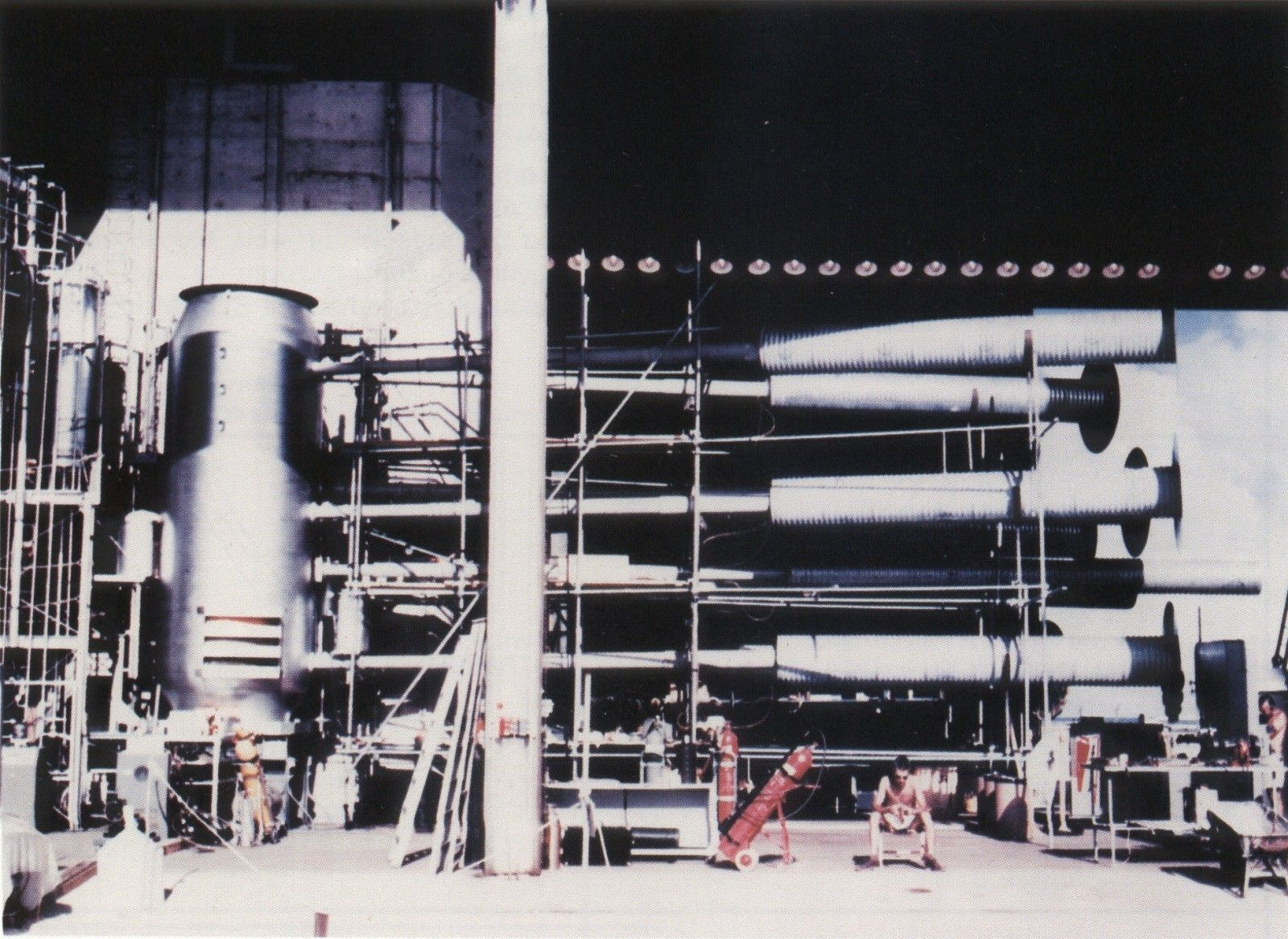

에네웨타크 환초에서의 아이비 마이크 핵 실험의 "소시지" 장치. 소시지는 이제까지 테스트된 최초의 진정한 수소폭탄이었다.

1949년 소련에 의한 조-1(Joe-1)의 폭발은 텔러가 이끄는 미국이 이에 대응하여 보다 강력한 수소폭탄을 개발하기 위해 총력을 기울이게 했다. 프린스턴에서 휠러의 부서장인 헨리 D. 스미스 (Henry D. Smyth)는 그에게 노력에 동참할 것을 요청했다. 대부분의 물리학자들은 휠러처럼 전쟁으로 중단된 경력을 다시 쌓으려 했고 더 큰 혼란에 직면하는 것을 꺼렸다. 다른 사람들은 도덕적으로 반대했다. 참여하기로 동의한 사람들은 [[에밀 코노핀스키 (Emil Konopinski), 마샬 로젠블루스 (Marshall Rosenblut), 로타르 노드하임 (Lothar Nordheim) 및 찰스 크리치필드 (Charles Critchfield)를 포함했지만 이제 노리스 브래드버리 (Norris Bradbury)가 이끄는 로스앨러모스 연구소에는 경험 많은 무기 물리학자들도 있었다. 휠러는 보어와 대화한 후 로스앨러모스에 가기로 동의했다. 프린스턴에서 그의 대학원생 중 두 명인 케네스 포드 (Kenneth Ford)와 존 톨 (John Toll)이 그곳에 합류했다.

로스앨러모스에서 휠러와 그의 가족은 전쟁 중 로버트 오펜하이머와 그의 가족이 기거했던 배스투브 로우 (Bathtub Row)의 집으로 이사했다. 1950년에는 수소폭탄에 대한 실용적인 설계가 없었다. 스타니스와프 울람 등의 계산에 따르면 텔러의 '클래식 슈퍼(Classical Super)'는 작동하지 않는 것으로 나타났다. 텔러와 휠러는 "알람 시계"로 알려진 새로운 디자인을 만들었지만, 그것은 진정한 열핵 무기가 아니었다. 1951년 1월이 되어서야 울람은 실행 가능한 디자인을 고안해냈다.

1951년 휠러는 브래드베리 (Bradbury)로부터 두 부분으로 구성된 프로젝트 마터호른 (Project Matterhorn)으로 알려진 프린스턴에 로스앨러모스 연구소의 지사를 설립할 수 있는 허가를 받았다. 마터호른 S (스텔라레이터, (휠러가 만든 다른 이름))는 라이먼 스피처 (Lyman Spitzer) 밑에서 핵융합을 동력원으로 조사했다. 마터호른 B (폭탄용)는 휠러 밑에서 핵무기 연구에 종사했다. 고참 과학자들은 이 프로젝트에 무관심하고 냉담했기 때문에, 그는 젊은 대학원생과 박사 후 학생들과 함께 스태프를 만들었다. 마터호른 B의 노력은 1952년 11월 1일 태평양의 에네베탁 환초에서 휠러가 목격 아이비 마이크 핵실험의 성공으로 결실을 맺었다. 아이비 마이크 소시지(Sausage) 장치의 생산량은 매터호른 B가 추정한 것보다 약 30% 높은 10.4 TNT 메가톤 (TNT 환산) (44 PJ (petajoule))으로 계산되었다.

1953년 1월 그는 야간 열차 여행 중 리튬-6와 수소폭탄 설계에 관한 극비 문서를 잃어버렸을 때 보안 위반에 연루되었다. 이로 인해 휠러는 공식적인 견책 처분을 받게 되었다.

마터호른 B는 중단되었지만 마터호른 S는 프린스턴 플라스마 물리학 연구소 (Princeton Plasma Physics Laboratory)로서 지속되고 있다.

## 이후 학계 경력
마터호른 프로젝트 작업을 마친 후 휠러는 학계 경력을 재개했다. 1955년 논문에서 그는 자신의 장의 인력에 의해 제한된 영역에서 함께 유지되는 전자기파 또는 중력파인 게온 (geon)을 이론적으로 조사했다. 그는 "중력 전자기적 개체 (gravitational electromagnetic entity)"의 축약형으로 그 이름을 만들었다. 그는 가장 작은 게온 (geon)이 태양 크기의 원환체인데, 그러나 수백만 배나 더 무겁다는 것을 발견했다.

### 기하동역학
1950년대에 휠러는 중력 및 전자기력와 같은 모든 물리적 현상을 휘어진 시공간의 기하학적 특성에 대한 물리적 및 존재론적으로 환원하는 프로그램인 기하동역학 (geometrodynamics)을 공식화했다. 이 주제에 대한 그의 연구는 1957년과 1961년에 출판되었다. 휠러는 우주의 구조 (the fabric of the universe)를 그가 "양자 거품"이라고 불렀던 양자 요동의 카오스적 아원자 영역 (chaotic sub-atomic realm)으로 파악했다.

### 일반 상대성이론
일반 상대성이론은 덜 존경받는 물리학 분야로 간주되어 와서, 실험에서 배제되었다. 휠러는 프란스턴 대학교에서 학교를 이끌며 그 주제 부활의 핵심 인물이었고, 그동안 데니스 W. 시아마 (Dennis W. Sciama)와 야코프 젤도비치는 케임브리지 대학교과 모스크바 대학교에서 각각 그 주제를 개발하고 았었다. 휠러와 그의 제자들은 일반 상대성이론의 황금기 (Golden Age of General Relativity)동안 그 분야에 상당한 공헌을 했다.
1957년 아인슈타인의 일반 상대성이론에 대한 수학적 확장 작업을 하는 동안, 휠러는 시공간의 가상 "터널"을 설명하기 위해 '웜홀'의 개념과 단어를 도입했다. 보어가 그것들이 안정적인지를 물었는데, 휠러의 추가 연구는 그렇지 않다고 결정했다. 일반 상대성이론에 대한 그의 연구에는 중력 붕괴 이론이 포함되었다. 그는 1967년, NASA 고다드 우주 연구소에서 한 연설에서 '블랙홀'이라는 용어를 사용했다. 이 용어는 십년 일찍 사용되었으며 휠러는 강의 중에 청중 중 한 명이 휠러가 "중력적으로 완전히 붕괴된 물체"라는 말을 듣는 것에 싫증났을 때 이 용어를 제안했다고 말했다. 휠러는 1967년 브라이스 디윗와 함께 휠러-디윗 방정식을 개발한 덕분에 양자 중력 분야의 선구자이기도 하다. 스티븐 호킹은 나중에 휠러와 디윗의 연구를 "우주의 파동 함수"를 지배하는 방정식으로 기술했다.

### 양자 정보
휠러는 1976년 65세의 나이로 프린스턴 대학을 떠났다. 1976년 텍사스 오스틴 대학교의 이론물리학 센터의 소장으로 임명되어, 은퇴할 때인 1986년까지 그 자리를 지켰고, 또한 명예교수 (professor emeritus)가 되었다. 휠러의 이전 학생이었던 미스너 (Misner), 손 (Thorn)과 보이치에흐 주렉 (Wojciech Zurek)이 쓰기를:
휠러가 텍사스에서 보낸 10년을 돌이켜보면, 많은 양자 정보 과학자들은 이제 그를 IBM의 롤프 란다우어 (Rolf Landauer)와 함께 자신의 분야의 할아버지로 여기고 있다. 그것은, 그렇자만, 휠러가 양자 정보에 대한 획기적인 연구 논문을 작성했기 때문이 아니다. 그는 한 가지 중요한 예외인 지연된-선택 실험 (delayed-choice experiment)을 제외하고는 논문을 쓰지 않았다. 오히려 그의 역할은 급진적 보수주의적 관점에서 깊은 질문을 함으로써 영감을 주는 것이고 또한 그의 질문을 통해 다른 사람들의 연구와 발견을 자극하는 것이었다.
휠러의 지연된-선택 실험은 실제로 그가 제안한 양자 물리학의 몇개의 사고 실험이었으며, 그 중 가장 두드러진 것들은 1978년과 1984년에 나타났다. 이 실험은 빛이 통과할 이중 슬릿 실험에서 실험 장치를 어떻게 든 "감지"하고 적절한 결정 상태를 가정하여 적합하도록 동작을 조정하거나, 빛이 파동도 입자도 아닌 불확정정 상태로 남아 있는지 여부를 결정하려는 시도이며, 이러한 "질문"을 묻는 실험적 배열에 따라 파동 일관성 (wave-consistent) 방식 또는 입자 일관성 (particle-consistent) 방식으로 묻는 "질문"에 응답한다.

### 가르치기
휠러의 대학원생으로는 야코브 베켄슈타인, 휴 에버렛, 리처드 파인만, 데이비드 힐 (David Hill), 후베이록 (Bei-Lok Hu), 존 R. 클로더 (John R. Klauder), 찰스 미스너 (Charles Misner), 킵 손, 윌리암 운루 (William Unruh), 로버트 발드 (Robert Wald), 캐서린 웨이 (Katharine Way) 및 아서 와이트먼 (Arthur Wightman)이 있다. 휠러는 가르치는 일을 최우선으로 여기며 젊은 마음이 가장 중요하다고 1학년과 2학년 물리학을 계속 가르쳤다. 그는 프린스턴 대학교에서 프린스턴 물리학과의 다른 어떤 교수보다 많은 46명의 박사를 지도했다. 휠러는 켄트 해리슨 (Kent Harrison), 킵 손, 마사미 와카노 (Masami Wakano)와 함께 《중력 이론 및 중력 붕괴 (Gravitation Theory and Gravitational Collapse)》(1965)를 저술했다. 이것은 미스너와 손과 함께 공동 저술한 방대한 일반 상대성이론 교과서《중력 (Gravitation)》(1973)으로 이어졌다. 일반 상대성이론의 황금기에 적시에 등장한 것과 그 포괄성으로 인해 한 세대에 걸쳐 영향력 있는 상대성이론 교과서가 되었다. 휠러는 에드윈 F. 테일러 (Edwin F. Taylor)와 팀이 되어 《시공간 물리학 (Spacetime Physics)》(1966)과 《블랙홀 찾기 (Scouting Black Holes)》(1996)를 집필했다.
휠러의 "질량 없는 질량 (mass without mass)"를 암시하면서, 그의 60번째 생일을 기념하는 기념논문집 (festschrift)은 《마법 없는 마법: 존 아치볼드 휠러: 그의 60번째 생일을 기리는 에세이 모음집 (Magic Without Magic: John Archibald Wheeler: A Collection of Essay in Honor of his Sixtyth Birthday)》(1972)라는 제목이 붙었다. 그의 작문 스타일은 한 상대성이론 학술지에서 애정을 담아 출판한 "《존 아치볼드 와일러(John Archibald Wyler)》"를 포함한 패러디들을 끌어들일 수 있었다.

### 참여적 인류 원리
휠러는 실재 (reality)가 우주의 관찰자들에 의해 창조되는 것이라고 추론했다. "무에서 어떻게 무엇인가 (something)가 생겨나는가?" 그는 공간과 시간의 존재에 대해 물었다. 그는 또한 강한 인류 원리의 버전인 "참여적 인류 원리" (Participatory Anthropic Principle PAP)이라는 용어를 만들었다.
1990년 휠러는 정보가 우주의 물리학의 기본이라고 제안했다. 이 "비트로부터 그것" 교리에 따르면, 물리적인 모든 것은 그 기원이 정보-이론적 (information-theoretic)이다.

휠러: 비트로부터 그것. 그렇지 않으면 모든 것 - 모든 입자, 모든 힘의 장, 심지어 시공간 연속체 자체까지도 - 그 기능, 의미, 존재 자체는 전적으로 - 어떤 맥락에서는 간접적으로라도 - 장치가 예 혹은 아니오 질문, 이진 선택, 비트로부터 대답에서 파생한다. 비트로부터 그것은 물리적 세계의 모든 항목이 바닥 - 대부분의 경우 매우 깊은 바닥 - 에 비물질적 출처와 설명이 있다는 생각을 상징하고; 우리가 현실이라고 부르는 것은 예-아니오 질문을 제기와 장비-유발 응답 (equipment-evoked responses)의 등록의 최종 분석에서 발생한다; 요컨대, 물리적인 모든 것은 기원은 정보-이론적이며 또한 이것이 '참여적 우주 (participatory universe)'라는 것이다.

양자역학의 해석인 참여적 인류 원리(PAP)를 개발할 때 휠러는 부정적인 스무고개라고 하는 스무고개에 대한 변형을 사용하여 우주에 대해 묻기로 선택한 질문이 우리가 얻는 답을 어떻게 결정할 수 있는지 보여준다. 이 변형에서 응답자는 사전에 특정 또는 명확한 대상을 선택하거나 결정하지 않고 "예" 또는 "아니오"로 응답하는 패턴에 대해서만 결정한다. 이 변형을 사용하려면 응답자가 연속적인 질문에 일관된 답변 세트를 제공해야 각 답변이 이전의 모든 답변과 논리적으로 호환되는 것으로 간주될 수 있다. 이런 식으로 연속적인 질문은 질문자가 명확한 대상을 결정할 때까지 선택의 폭을 좁힌다. 휠러의 이론은, 유사한 방식으로, 의식이 우주를 존재하게 하는 데 어떤 역할을 할 수 있다는 것이었다.
"인류 우주(Anthropic Universe)"에 대한 라디오 인터뷰 녹취록에서:

휠러: 우리는 가깝고 여기에 있을 뿐만 아니라 멀고도 먼 옛날을 가져오는 데 참여한다. 이런 의미에서, 우리는 먼 과거에 우주의 무엇인가를 가져오는 참여자이니, 만일 먼 과거에 무슨 일이 일어나고 있는지에 대한 설명을 하나만 갖는다면 왜 우리는 더 이상이 필요할까?
마틴 레드펀 (Martin Redfern): 많은 사람들이 존 휠러의 말에 동의하지 않지만, 만일 그가 옳다면 우리와 아마도 우주 전체의 다른 의식적인 관찰자들은, 창조자들 - 또는 최소한 우주를 현현하게 (menifest) 만드는 정신들이다.

### 초심리학에 대한 반대
1979년 휠러는 미국 과학진흥협회 (American Association for the Advancement of Science, AAAS)에 마거릿 미드의 요청으로 10년 전에 승인된 초심리학을 추방할 것을 요청했다. 그는 그것을 유사과학이라고 불렀고, 그는 질문에 대한 진지한 연구에 반대하지 않았지만, AAAS 제휴자가 되는 "정당성의 분위기"는 최소한 몇 가지 소위 psi 효과에 대한 설득력 있는 테스트가 있을 때까지 유보되어야 한다고 생각했다. "의식이 아니라, 관찰의 요소의 양자 행위의 핵심으로서의 탐지와 피탐지의 구분"이라는 발표 이후의 질의응답 시간에서 휠러는 조지프 뱅크스 라인이 학생 시절 사기를 저질렀다고 잘못 진술했고,  《사이언스》 저널에 보낸 후속 편지에서 사과했다. 그의 요청은 거절되었고 초심리학 협회는 AAAS의 회원으로 남았다.

## 개인적 생활
72년 동안 휠러는 교사이자 사회복지사인 자넷 헤그너 (Janette Hegner)와 결혼했다. 그들은 세 번째 데이트에서 약혼을 했지만, 그가 유럽에서 돌아올 때까지 결혼을 미루기로 동의했다. 그들은 그가 돌아온 지 5일 후인 1935년 6월 10일에 결혼했다. 대공황 기간에 그는 일자리를 구하지 못하였다. 아서 루아크 (Arthur Ruark)는 휠러에게   노스캐롤라이나 대학교 채플힐의 조교수직을, 2300 달러의 연봉으로, 제안했는데, 이는 자넷이 라이 컨트리 데이 스쿨 (Rye Country Day School)에서 가르치는 데 제공된 2400 달러보다도 적은 것이었다. 그는 레티시아 (Letitia), 제임스 잉글리시 (James English), 앨리슨 휠러 (Alison Wheeler), 총 3명의 자녀를 두었다. .
휠러와 헤그너는 프린스턴 유니테리언 교회 (Unitarian Church)의 창립 멤버였고, 그녀는 '프린스턴 공립 도서관 (Princeton Public Library)의 친구들'을 시작했다. 말년에 헤그너는 그와 함께 프랑스, 로스앨러모스, 뉴멕시코, 네덜란드 및 일본에서 안식년을 보냈다. 헤그너는 2007년 10월 99세의 나이로 사망했다.

## 사망과 유산
휠러는 1966년 미국 성취 아카데미 (American Academy of Achievement)의 골든 플레이트 어워드 (Golden Plate Award), 1968년 엔리코 페르미 상, 1969년 플랭클린 매달, 1969년 아인슈타인 상, 1971년 국가 과학 메달, 1982년 닐스 보어 국제 금메달, 1983년 외르스테드 메달, 1984년 J. 로버트 오펜하이머 기념상, 1997년 울프 물리학상 등, 많은 상들을 수상했다. 그는 미국철학학회, 왕립예술원, 린체이 아카데미 및 세기 협회 (Century Association)의 회원이었다. 그는 18개의 다른 기관에서 명예 학위를 받았다. 2001년 프린스턴은 300만 달러의 기부금을 사용하여 존 아치볼드 휠러/바텔 물리학 교수직 (John Archibald Wheeler/Battelle Professorship in Physics)을 설립했다. 그가 사망한 후, 텍사스 대학은 그의 이름을 기리기 위해 존 A. 휠러 강당(John A. Wheeler Lecture Hall)을 명명했다.
2008년 4월 13일, 휠러는 뉴저지 주 하이츠타운 (Hightstown)에서 96세의 나이로 폐렴으로 사망했다.

## 저서 목록
- Wheeler, John Archibald (1962). Geometrodynamics. New York: Academic Press.
- Harrison, B. Kent; Kip S. Thorne; Masami Wakano; John Archibald Wheeler (1965). Gravitation Theory and Gravitational Collapse. Chicago: The University of Chicago Press.
- Misner, Charles W.; Kip S. Thorne; John Archibald Wheeler (September 1973). Gravitation. San Francisco: W. H. Freeman.
- Wheeler, John Archibald (1979). Some Men and Moments in the History of Nuclear Physics: The Interplay of Colleagues and Motivations. Minneapolis: University of Minnesota Press.
- Wheeler, John Archibald (1987). Cosmology, Physics and Philosophy (2nd ed.). New York: Springer Verlag.
- Wheeler, John Archibald (1990). A Journey Into Gravity and Spacetime. Scientific American Library. New York: W.H. Freeman.
- Taylor, Edwin F.; Wheeler, John Archibald (1992). Spacetime Physics: Introduction to Special Relativity. New York: W. H. Freeman.
- Wheeler, John Archibald (1994). At Home in the Universe. New York: American Institute of Physics.
- Ciufolini, Ignazio; Wheeler, John Archibald (1995). Gravitation and Inertia. Princeton, New Jersey: Princeton University Press.
- Wheeler, John Archibald (1998). Geons, Black Holes, and Quantum Foam: A Life in Physics. New York: W.W. Norton & Co. Arrow/scrollable preview.
- Taylor, Edwin F.; Wheeler, John Archibald (2000). Exploring Black Holes: Introduction to General Relativity. Addison Wesley.

## 노트
1. ↑  미국 천체 물리학자이자 출판인인 홍이 차우Hong-Yee Chiu는 물리학자인 로버트 헨리 딕이 중력에 의해 붕괴된 물체에 대해 "캘커타의 블랙홀과 같다"고 말한 1960년경에 프린스턴 대학교에서 한 세미나를 기억한다고 말했다. 과학 저술가인 마르시아 바르투시아크 (Marcia Bartusiak)에 따르면, 이 용어는 1963년 달라스에서 열린 천체 물리학 회의에서 사용되었다.